# Alana Boyd
Alana Boyd, född 10 maj 1984, är en australisk friidrottare. Hon deltog vid olympiska sommarspelen 2008, olympiska sommarspelen 2012 och olympiska sommarspelen 2016.